# 达里奥·韦拉尼
达里奥·韦拉尼（義大利語：Dario Verani，1995年1月1日—），意大利男子游泳运动员，2020年欧洲游泳锦标赛男子5公里公开水域游泳铜牌得主、2022年世界游泳锦标赛男子25公里公开水域游泳金牌得主、2022年欧洲游泳锦标赛男子25公里公开水域游泳银牌得主。